# Portal (videoigra)
Portal je platformska-zagonetka iz 2007. koju je razvio i objavio Valve. Objavljen je u paketu, The Orange Box, za Windows, Xbox 360 i PlayStation 3, a od tada je prenesen na druge sustave, uključujući Mac OS X, Linux, Android (putem Nvidia Shielda) i Nintendo Switch.

## Igranje
U Portalu, igrač kontrolira protagonisticu, Chell, iz perspektive prvog lica dok je izazovna da se kreće kroz niz testnih komora koristeći Aperture Science Handheld Portal Device, ili portalni pištolj, pod nadzorom umjetne inteligencije GLaDOS. Portalni pištolj može stvoriti dva različita kraja portala, narančasti i plavi. Portali stvaraju vizualnu i fizičku vezu između dvije različite lokacije u trodimenzionalnom prostoru. Nijedan kraj nije specifično ulaz ili izlaz; svi objekti koji putuju kroz jedan portal izaći će kroz drugi. Važan aspekt fizike igre je preusmjeravanje i očuvanje momenta. Dok pokretni objekti prolaze kroz portale, oni dolaze kroz izlazni portal u istom smjeru u kojem je izlazni portal okrenut i istom brzinom kojom su prošli kroz ulazni portal. Na primjer, uobičajeni manevar je postaviti portal na nekoj udaljenosti ispod igrača na podu, skočiti kroz njega, povećavajući brzinu u slobodnom padu, i izroniti kroz drugi portal na zidu, prelijećući prazninu ili drugu prepreku. Ovaj proces dobivanja brzine i zatim preusmjeravanja te brzine prema drugom području slagalice omogućuje igraču da lansira objekte ili Chell na velike udaljenosti, okomito i vodoravno. Valve to naziva 'flinging'. Kao što GLaDOS kaže: "Lički rečeno: brza stvar uđe, brza stvar izađe." Ako krajevi portala nisu u paralelnim ravninama, lik koji prolazi se preorijentira da bude uspravan u odnosu na gravitaciju nakon što napusti kraj portala.
Chell i svi ostali objekti u igri koji mogu stati u krajeve portala proći će kroz portal. Međutim, portalni snimak ne može proći kroz otvoreni portal; jednostavno će nestati ili stvoriti novi portal u pomaknutom položaju. Stvaranjem kraja portala trenutno se kvari postojeći kraj portala iste boje. Pokretni objekti, staklo, nebijele površine, tekućine ili premalena područja neće moći usidriti portale. Chell često dobiva kocke koje može podići i koristiti za penjanje na njih ili za postavljanje na velike gumbe koji otvaraju vrata ili aktiviraju mehanizme. Polja čestica, poznata kao "Emancipation Grills", povremeno nazvana "Fizzlers" u komentarima programera, postoje na kraju svih i unutar nekih ispitnih komora; kada prođu kroz njih, one će deaktivirati (isključiti) sve aktivne portale i dezintegrirati svaki predmet koji kroz njih prođe. Ova polja također blokiraju pokušaje otvaranja portala kroz njih.
Iako je Chell opremljena mehaniziranim petnim oprugama kako bi spriječila oštećenja od pada, mogu je ubiti razne druge opasnosti u testnim komorama, poput kupola, energetskih loptica koje se odbijaju i otrovne tekućine. Također je mogu ubiti objekti koji je udaraju velikom brzinom i niz drobilica koje se pojavljuju na određenim razinama. Za razliku od većine akcijskih igara u to vrijeme, ne postoji indikator zdravlja; Chell umire ako joj se nanese određena količina štete u kratkom razdoblju, ali se prilično brzo vraća u puno zdravlje. Neke prepreke, kao što su energetske kugle i razbijajući klipovi, nanose smrtonosnu štetu jednim udarcem.
Postoje mnoga rješenja za rješavanje svake zagonetke. Dva dodatna načina rada otključavaju se po završetku igre koji izazivaju igrača da razradi alternativne metode rješavanja svake ispitne komore. Komore za izazove se otključavaju blizu polovice, a napredne komore se otključavaju kada se igra završi. U Challenge komorama, razine se ponovno posjećuju s dodatnim ciljem dovršavanja testne komore sa što manje vremena, s najmanje portala ili sa što manje koraka. U naprednim komorama, određene razine su složenije s dodatkom više prepreka i opasnosti.

## Sinopsis

### Likovi
Igra ima dva lika: tihog protagonista po imenu Chell kojim upravlja igrač i GLaDOS (Genetic Lifeform and Disk Operating System), računalnu umjetnu inteligenciju koja nadzire i usmjerava igrača. U verziji na engleskom jeziku, GLaDOS-u glas posuđuje Ellen McLain, iako je njezin glas promijenjen kako bi zvučao više umjetno. Jedinu pozadinu predstavljenu informaciju o Chellu daje GLaDOS; vjerodostojnost ovih činjenica, kao što je Chell koja je usvojena, siroče i nema prijatelja, upitna je u najboljem slučaju, budući da je GLaDOS lažljivac po vlastitom priznanju. U stripu "Lab Rat" koji je stvorio Valve kako bi premostio jaz između Portala i Portala 2, Chellini zapisi otkrivaju da je naposljetku odbijena kao ispitanica zbog "previše upornosti" - glavni razlog Douga Rattmana, bivšeg zaposlenika Aperturea Znanost, pomaknuo je Chell na vrh testnog reda.

### Okolnosti
Portal se odvija u svijetu Half-Lifea i unutar Aperture Science Laboratories Computer-Aided Enrichment Center, istraživačke ustanove odgovorne za stvaranje portalnog pištolja. Informacije o Aperture Science, koju je razvio Valve za kreiranje postavke igre, otkrivaju se tijekom igre i putem promotivne web stranice u stvarnom svijetu. Prema web-stranici Aperture Science, Cave Johnson osnovao je tvrtku 1943. s jedinom svrhom izrade zavjesa za tuširanje za američku vojsku. Međutim, nakon što je 1978. postao psihički nestabilan zbog "trovanja mjesečevim kamenjem", Johnson je napravio troslojni plan istraživanja i razvoja kako bi svoju organizaciju učinio uspješnom. Prve dvije razine, Counter-Heimlich Maneuver (manevar osmišljen kako bi se osiguralo gušenje) i Zaklada Take-A-Wish (program za prenošenje želja neizlječivo bolesne djece odraslima kojima su potrebni snovi), bili su komercijalni neuspjesi i vodili na istragu tvrtke koju provodi američki Senat. Međutim, kada je istražni odbor čuo za uspjeh treće razine - ad hoc kvantnog tunela veličine osobe kroz fizički prostor, s mogućom primjenom kao zavjesa za tuširanje - trajno se uvukao i dao Aperture Science ugovor na neodređeno vrijeme nastaviti svoje istraživanje. Razvoj GLaDOS-a, umjetno inteligentnog asistenta u istraživanju i diskovnog operativnog sustava, započeo je 1986. kao odgovor na rad Black Mesa na sličnoj portalskoj tehnologiji.
Prezentacija viđena tijekom igranja otkriva da je GLaDOS također bio uključen u predloženu ponudu za odleđivanje vodova za gorivo, ugrađen kao potpuno funkcionalan disk-operacijski sustav koji je nedvojbeno živ, za razliku od prijedloga Black Mesa, koji inhibira led, ništa više. Otprilike trinaest godina kasnije, rad na GLaDOS-u je dovršen i neprovjerena umjetna inteligencija je aktivirana tijekom dana kada je tvrtka dovela svoju kćer na posao u svibnju 2000. Odmah nakon aktivacije, AI je postrojenje preplavilo smrtonosnim neurotoksinom. Događaji prve igre Half-Life odvijaju se ubrzo nakon toga, vjerojatno napuštajući objekt zaboravljen od strane vanjskog svijeta zbog apokaliptičnih događaja. Wolpaw je, opisujući kraj Portala 2, potvrdio da se invazija Combina, kronološki odvijala nakon Half-Lifea i prije Half-Lifea 2, dogodila prije događaja u Portalu 2.
Područja Enrichment Centera koja Chell istražuje sugeriraju da je to dio goleme istraživačke instalacije. U vrijeme događaja opisanih u Portalu, čini se da je postrojenje davno napušteno, iako većina njegove opreme i dalje radi bez ljudske kontrole.

### Zaplet
Igra počinje tako što se Chell budi iz stasis kreveta i čuje upute GLaDOS-a, umjetne inteligencije, o nadolazećim testovima. Chell ulazi u sekvencijalne različite komore koje je uvode u različite izazove koje treba riješiti koristeći svoj portalni pištolj, s GLaDOS-om kao njezinom jedinom interakcijom. GLaDOS obećava tortu kao nagradu za Chell ako završi sve testne komore. Kako se Chell bliži završetku, GLaDOS-ovi motivi i ponašanje postaju sve zlokobniji, sugerirajući neiskrenost i bezosjećajno zanemarivanje sigurnosti i dobrobiti ispitanika. Testne komore postaju sve opasnije kako Chell napreduje, uključujući tečaj bojeve paljbe dizajniran za vojne androide, kao i komore preplavljene opasnom tekućinom. U jednoj komori, GLaDOS prisiljava Chell da "eutanazira" Weighted Companion Cube u peći za spaljivanje, nakon što ju Chell koristi kao pomoć.
Nakon što Chell završi posljednju testnu komoru, GLaDOS manevrira Chell u spalionicu u pokušaju da je ubije. Chell bježi s portalnim pištoljem i probija se kroz područja održavanja unutar Centra za obogaćivanje. GLaDOS paničari i inzistira da se pretvarala da je ubila Chell kao dio testiranja, dok postaje jasno da je GLaDOS prethodno ubio sve stanovnike centra. Chell dalje putuje kroz područja održavanja, otkrivajući oronule prostore iza pozornice prekrivene grafitima koji uključuju izjave kao što su "torta je laž" i komadiće citata poznatih pjesnika kao što su Henry Wadsworth Longfellow i Emily Brontë.
Unatoč GLaDOS-ovim pokušajima da je razuvjeri lažima i prijetnjama, Chell nastavlja i na kraju se suočava s GLaDOS-om u velikoj komori gdje njezin hardver visi iznad glave. Sfera ubrzo pada iz GLaDOS-a i Chell je baca u peć za spaljivanje. GLaDOS otkriva da je sfera bila moralna jezgra njezine savjesti, jedna od višestrukih jezgri osobnosti koje su zaposlenici Aperture Science instalirali nakon što je preplavila centar neurotoksinskim plinom; s uklonjenom jezgrom, ona ponovno može pristupiti njegovim emiterima. Odbrojavanje od šest minuta počinje kada Chell izbacuje i spaljuje više GLaDOS-ovih jezgri osobnosti, dok je GLaDOS ismijava i napada. Nakon što Chell uništi posljednju jezgru osobnosti, kvar razdire sobu i sve prenosi na površinu. Chell leži ispred vrata objekta usred ostataka GLaDOS-a, ali je odmah odvlači nevidljivi robotski entitet.
Posljednja scena, promatrana unutar utrobe objekta, prikazuje švarcvaldsku tortu osvijetljenu svijećama i Weighted Companion Cube, okruženu policama koje sadrže desetke neaktivnih jezgri osobnosti. Jezgre počinju svijetliti, prije nego što se robotska ruka spusti i ugasi svijeću na torti, bacajući sobu u tamu. Preko odjavne špice, GLaDOS daje zaključno izvješće kroz pjesmu "Still Alive", proglašavajući eksperiment uspješnim.